# Périgordien
Ne doit pas être confondu avec Périgourdin.

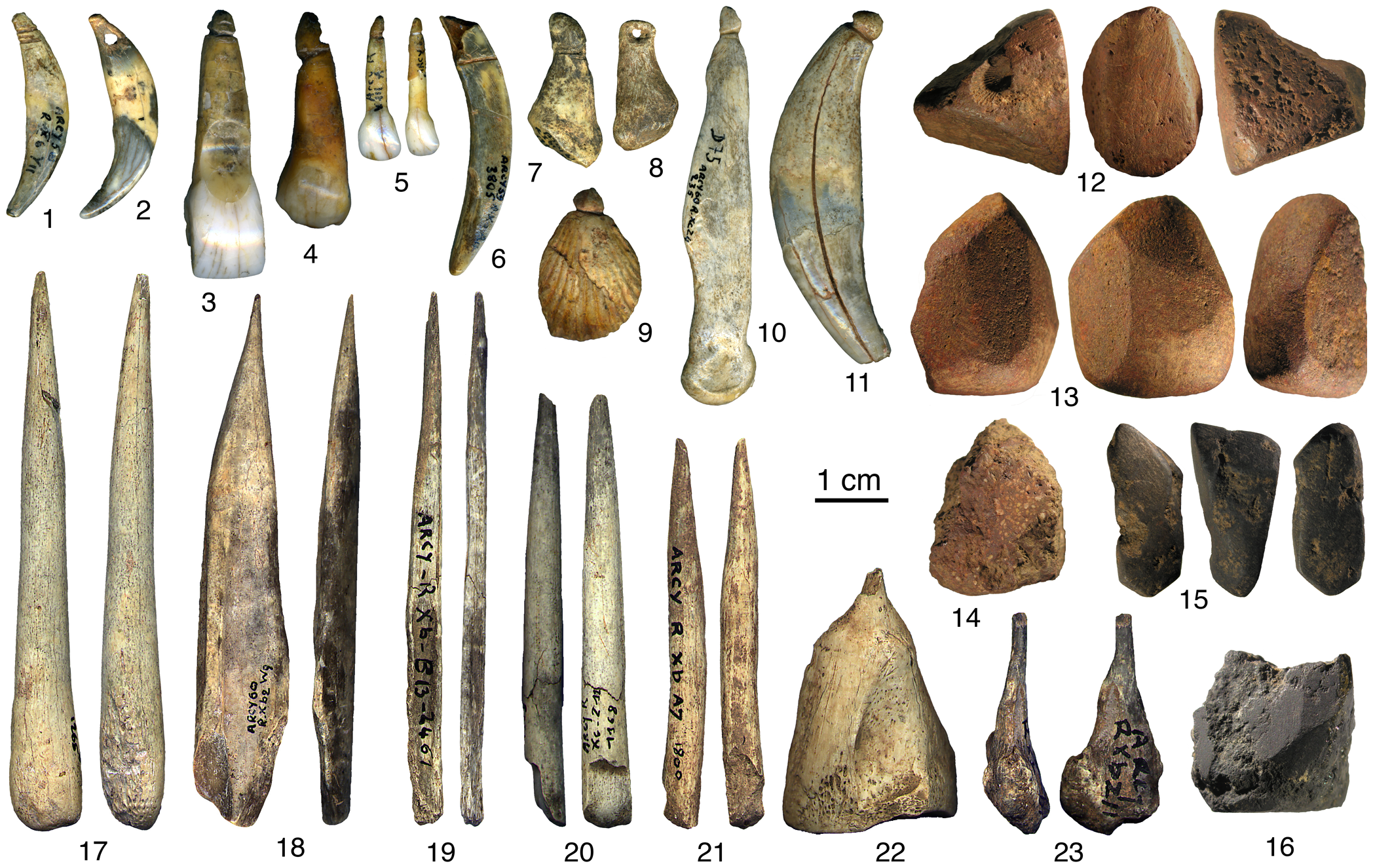
Outils lithiques issus de la Grotte du Renne (Arcy-sur-Cure)

Le Périgordien est un terme obsolète proposé en 1933 par le préhistorien Denis Peyrony pour désigner certaines industries lithiques préhistoriques à retouche abrupte du Paléolithique supérieur d'Europe de l'Ouest, qui se seraient développées parallèlement à l'Aurignacien. L'hypothèse de deux ou plusieurs cultures parallèles a depuis été abandonnée.

## Historique
À la suite de la proposition de Denis Peyrony en 1933, on a fait usage pendant quelques décennies des termes « Périgordien ancien » ou « inférieur », pour désigner ce qui est devenu le Châtelperronien, et de « Périgordien récent » ou « supérieur » pour désigner ce qui est devenu le Gravettien. Ces deux industries sont séparées en Europe de l'Ouest par l'Aurignacien.